# Sibirska mačka
Sibirska mačka (ranije od nekih autora nazivana Sibirska šumska mačka) je pasmina poludugodlake domaće mačke karakterom i izgledom veoma slična norveškoj šumskoj mački i Maine coon mački. Ova pasmina mačaka izvorno je sibirskog porijekla i razvila se prirodno, bez ljudskog utjecaja i križanja. Zbog toga ju se ubraja u "prirodne pasmine".
Ranije je dijelom nazivana "sibirska šumska mačka". No od 1991. kad je oblikovan standard za ovu pasminu, iz imena je ispušten pridjev "šumska" radi boljeg razlikovanja od "norveške šumske mačke". 

## Porijeklo
Za sibirsku mačku smatra se da je stoljećima živjela u Sibiru te da je nastala križanjem norveške šumske mačke ili angora mačke s kratkodlakim domaćim mačkama. Postoje neki dokazi da su se ove mačke pojavile prije tisuću godina i da od tada nije bilo velikih promjena. Ozbiljan uzgoj ovih mačaka započeo je 1980-ih godina. U SAD su uvezene 1990 g. Tek su nedavno priznate kao pasmina od strane FIF-e i TICA.
Ovu pasminu prvi put spominje autor Harrison Wier, uz informaciju o najranijoj izložbi mačaka u Engleskoj 1871. godine.

## Karakteristike
Sibirska šumska mačka je veoma slična norveškoj šumskoj mački. Snažne je građe, tijelo joj je dugačko i vrlo mišićavo, te joj je prosječna težina oko 4,5 do 9 kg. 
Sibirska mačka ima poludugo do dugo krzno s gustim potkrznom i uljastim gornjim dlakama koje su otporne na vodu. Rep joj je srednje dužine i debeo, s okruglim vrhom. Glava joj je široka, plosnata između ušiju.
Sibirska mačka se javlja u svim bojama. Najčešće su boje crvena, crna te krem i plava sa srebrnim potkrznom ili bez njega. Što se tiče uzoraka, najčešći su klasično prugasto (tabby), tigrasto prugasto (tabby) ili točkasto prugasto (tabby) krzno. Najčešća boja očiju ovih mačaka je boja ambre ili zelena.

## Ponašanje
Sibirska mačka vješta je u veranju, a voli pažnju, glađenje i češljanje. Iako se na prvi pogled čini da je prilično nepovjerljiva i oprezna, dobro se slaže s drugim mačkama i psima te djecom. Smiona je i odlučna te najviše voli život po prostranim predjelima gdje može slobodno lutati.

## Ostali projekti
|  | Zajednički poslužitelj ima još gradiva o temi Sibirska šumska mačka |